# United Cup 2025
La United Cup 2025 fou la tercera edició de la United Cup, una competició de tennis mixta disputada sobre pista dura exterior, pertanyent als circuits ATP masculí i WTA femení. Es va disputar entre el 27 de desembre de 2024 i el 5 de gener de 2025 en el RAC Arena de Perth i el Ken Rosewall Arena de Sydney, ambdues ciutats d'Austràlia. Aquest torneig va obrir la temporada 2025 de tennis.
L'equip estatunidenc va guanyar el segon títol del seu palmarès.

## Format
Ambdues ciutats (Perth i Sydney) són amfitriones de tres grups de tres països que es disputen la primera plaça en format round robin durant la primera setmana del torneig. En aquesta fase es disputen tres partits per eliminatòria, un partit individual masculí, un individual femení, i un partit de dobles mixts.
Els tres equips guanyadors de cada ciutat i el segon millor dels tres grups es classifiquen per disputar els quarts de final, encara en la mateixa seu. Els dos equips guanyadors de cada ciutat es classifiquen per semifinals. Entre les rondes de quarts de finals i semifinals hi ha un dia de descans perquè els diversos països viatgin a Sydney, on es celebra la fase final.

## Qualificació
En total hi participen 18 equips nacionals classificats segons el següent barem:
- 5 equips segons el rànquing ATP del seu millor tennista individual.
- 5 equips segons el rànquing WTA de la seva millor tennista individual.
- 8 equips segons la combinació dels millors tennistes dels rànquings ATP i WTA.

Austràlia té plaça reservada per ser el país amfitrió del torneig a partir de la combinació del rànquing combinat si no s'hi classifica per si mateixa.
Els equips estan formats per tres tennistes de cada circuit. Els caps de sèrie es basen en la combinació dels rànquings individuals del millor tennista ATP i WTA.

## Participants
| CS | País            | Criteri | Número 1 ATP            | Número 1 ATP | Número 1 WTA           | Número 1 WTA | Número 2 ATP           | Número 2 WTA          | Dobles ATP             | Dobles WTA                 | Capità                       |
| CS | País            | Criteri | Tennista                | R            | Tennista               | R            | Número 2 ATP           | Número 2 WTA          | Dobles ATP             | Dobles WTA                 | Capità                       |
| -- | --------------- | ------- | ----------------------- | ------------ | ---------------------- | ------------ | ---------------------- | --------------------- | ---------------------- | -------------------------- | ---------------------------- |
| 1  | Estats Units    | WTA 2   | Taylor Fritz            | 4            | Coco Gauff             | 3            | Denis Kudla            | Danielle Collins      | Robert Galloway        | Desirae Krawczyk           | Michael Russell              |
| 2  | Polònia         | WTA 1   | Hubert Hurkacz          | 16           | Iga Świątek            | 2            | Kamil Majchrzak        | Maja Chwalińska       | Jan Zieliński          | Alicja Rosolska            | Mateusz Terczynski           |
| 3  | Grècia          | ATP 4   | Stéfanos Tsitsipàs      | 11           | Maria Sakkari          | 32           | Stéfanos Sakel·laridis | Despina Papamichail   | Petros Tsitsipas       | Valentini Grammatikopoulou | Theodoros Angelinos          |
| 4  | Itàlia          | WTA 4   | Flavio Cobolli          | 32           | Jasmine Paolini        | 4            | Matteo Gigante         | Sara Errani           | Andrea Vavassori       | Angelica Moratelli         | Renzo Furlan                 |
| 5  | R.P. de la Xina | WTA 5   | Zhizhen Zhang           | 45           | Gao Xinyu              | 175          | Bai Yan                | Zhang Shuai           | Sun Fajing             | —                          | Wu Di                        |
| 6  | Regne Unit      | Comb. 2 | Billy Harris            | 125          | Katie Boulter          | 24           | Jan Choinski           | Lily Miyazaki         | Charles Broom          | Olivia Nicholls            | Alexander Ward               |
| 7  | Canadà          | Comb. 3 | Félix Auger-Aliassime   | 29           | Leylah Fernandez       | 31           | Liam Draxl             | Stacey Fung           | Benjamin Sigouin       | Ariana Arseneault          | Félix Auger-Aliassime        |
| 8  | Txèquia         | Comb. 1 | Tomáš Macháč            | 25           | Karolína Muchová       | 9RP(22)      | Marek Gengel           | Gabriela Knutson      | Patrik Rikl            | Vendula Valdmannová        | Daniel Vacek                 |
| 9  | Kazakhstan      | WTA 3   | Alexander Shevchenko    | 78           | Ielena Ribàkina        | 6            | Dmitry Popko           | Zhibek Kulambayeva    | Aleksandr Nedovyesov   | —                          | Aleksandr Nedovyesov         |
| 10 | França          | ATP 5   | Ugo Humbert             | 14           | Chloé Paquet           | 123          | Corentin Moutet        | Léolia Jeanjean       | Édouard Roger-Vasselin | Elixane Lechemia           | Fabrice Martin               |
| 11 | Alemanya        | ATP 1   | Alexander Zverev        | 2            | Laura Siegemund        | 80           | Daniel Masur           | Lena Papadakis        | Tim Pütz               | Vivian Heisen              | Alexander Zverev Sr.         |
| 12 | Austràlia       | ATP 3   | Alex de Minaur          | 9            | Olivia Gadecki         | 97           | Omar Jasika            | Destanee Aiava        | Matthew Ebden          | Ellen Perez                | Lleyton Hewitt               |
| 13 | Austràlia       | Comb. 5 | Thiago Monteiro         | 109          | Beatriz Haddad Maia    | 17           | Gustavo Heide          | Carolina Alves        | Rafael Matos           | Luisa Stefani              | Rafael Paciaroni             |
| 14 | Espanya         | Comb. 4 | Pablo Carreño Busta     | 18RP(196)    | Jéssica Bouzas Maneiro | 54           | Carlos Taberner        | Marina Bassols Ribera | Sergio Martos Gornés   | Yvonne Cavallé Reimers     | José Antonio Sánchez de Luna |
| 15 | Noruega         | ATP 2   | Casper Ruud             | 6            | Malene Helgø           | 404          | Viktor Durasovic       | Ulrikke Eikeri        | —                      | —                          | Christian Ruud               |
| 16 | Suïssa          | Comb. 6 | Dominic Stricker        | 94RP(300)    | Belinda Bencic         | 15RP(487)    | Rémy Bertola           | Céline Naef           | Jakub Paul             | Conny Perrin               | Sandra Naef                  |
| 17 | Argentina       | Comb. 7 | Tomás Martín Etcheverry | 39           | Nadia Podoroska        | 100          | Thiago Agustín Tirante | María Lourdes Carlé   | Guido Andreozzi        | —                          | Horacio de la Peña           |
| 18 | Croàcia         | Comb. 8 | Borna Ćorić             | 90           | Donna Vekić            | 19           | Luka Mikrut            | Lucija Ćirić Bagarić  | Ivan Dodig             | Petra Marčinko             | Iva Majoli                   |

- Rànquings a data de 14 d'octubre de 2024.
- RP: rànquing protegit

## Fase de grups

### Resum
| Grup | Primer       | Primer | Primer | Primer | Segon           | Segon | Segon | Segon | Tercer    | Tercer | Tercer | Tercer |
| Grup | País         | E      | P      | S      | País            | E     | P     | S     | País      | E      | P      | S      |
| ---- | ------------ | ------ | ------ | ------ | --------------- | ----- | ----- | ----- | --------- | ------ | ------ | ------ |
| A    | Estats Units | 2−0    | 5−1    | 11−2   | Canadà          | 1−1   | 3−3   | 7−7   | Croàcia   | 0−2    | 1−5    | 2−11   |
| B    | Polònia      | 2−0    | 4−2    | 9−5    | Txèquia         | 1−1   | 3−3   | 7−7   | Noruega   | 0−2    | 2−4    | 5−9    |
| C    | Kazakhstan   | 2−0    | 5−1    | 10−4   | Grècia          | 1−1   | 2−4   | 5−10  | Espanya   | 0−2    | 2−4    | 7−8    |
| D    | Itàlia       | 2−0    | 6−0    | 12−1   | Suïssa          | 1−1   | 2−4   | 4−8   | França    | 0−2    | 1−5    | 3−10   |
| E    | Alemanya     | 2−0    | 5−1    | 11−4   | R.P. de la Xina | 1−1   | 4−2   | 9−6   | Brasil    | 0−2    | 0−6    | 2−12   |
| F    | Regne Unit   | 1−1    | 3−3    | 7−6    | Austràlia       | 1−1   | 3−3   | 6−6   | Argentina | 1−1    | 3−3    | 6−7    |

### Grup A

#### Classificació
| CS | País         | Estats Units | Canadà | Croàcia | Punts | Partits | Sets   | Pos. |
| 1  | Estats Units |              | 2−1    | 3−0     | 2 − 0 | 5 − 1   | 11 − 2 | 1    |
| 7  | Canadà       | 1−2          |        | 2−1     | 1 − 1 | 3 − 3   | 7 − 7  | 2    |
| 18 | Croàcia      | 0−3          | 1−2    |         | 0 − 2 | 1 − 5   | 2 − 11 | 3    |

#### Canadà vs. Croàcia
| · Canadà · 2 | RAC Arena, Perth, Austràlia 28 de desembre de 2024 Dura interior | RAC Arena, Perth, Austràlia 28 de desembre de 2024 Dura interior           | · Croàcia · 1 |     |     |  |
| \| \| \| \| 1 \| 2 \| 3 \| \| \| - \| ---------------- \| -------------------------------------------------------------------------- \| --- \| --- \| --- \| \| \| 1 \| Canadà · Croàcia \| Leylah Fernandez Donna Vekić \| 6 4 \| 6 3 \| \| \| \| 2 \| Canadà · Croàcia \| Félix Auger-Aliassime Borna Ćorić \| 6 0 \| 4 6 \| 4 6 \| \| \| 3 \| Canadà · Croàcia \| Leylah Fernandez / Félix Auger-Aliassime Lucija Ćirić Bagarić / Ivan Dodig \| 6 3 \| 6 4 \| \| \| |                                                                  |                                                                            |               |     |     |  |
| |                                                                  |                                                                            | 1             | 2   | 3   |  |
| 1 | Canadà · Croàcia                                                 | Leylah Fernandez Donna Vekić                                               | 6 4           | 6 3 |     |  |
| 2 | Canadà · Croàcia                                                 | Félix Auger-Aliassime Borna Ćorić                                          | 6 0           | 4 6 | 4 6 |  |
| 3 | Canadà · Croàcia                                                 | Leylah Fernandez / Félix Auger-Aliassime Lucija Ćirić Bagarić / Ivan Dodig | 6 3           | 6 4 |     |  |

#### Estats Units vs. Canadà
| · Estats Units · 2 | RAC Arena, Perth, Austràlia 29 de desembre de 2024 Dura interior | RAC Arena, Perth, Austràlia 29 de desembre de 2024 Dura interior   | · Canadà · 1 |     |     |  |
| \| \| \| \| 1 \| 2 \| 3 \| \| \| - \| --------------------- \| ------------------------------------------------------------------ \| ---- \| --- \| --- \| \| \| 1 \| Estats Units · Canadà \| Coco Gauff Leylah Fernandez \| 6 3 \| 6 2 \| \| \| \| 2 \| Estats Units · Canadà \| Taylor Fritz Félix Auger-Aliassime \| 6 4 \| 5 7 \| 3 6 \| \| \| 3 \| Estats Units · Canadà \| Coco Gauff / Taylor Fritz Leylah Fernandez / Félix Auger-Aliassime \| 7 62 \| 7 5 \| \| \| |                                                                  |                                                                    |              |     |     |  |
| |                                                                  |                                                                    | 1            | 2   | 3   |  |
| 1 | Estats Units · Canadà                                            | Coco Gauff Leylah Fernandez                                        | 6 3          | 6 2 |     |  |
| 2 | Estats Units · Canadà                                            | Taylor Fritz Félix Auger-Aliassime                                 | 6 4          | 5 7 | 3 6 |  |
| 3 | Estats Units · Canadà                                            | Coco Gauff / Taylor Fritz Leylah Fernandez / Félix Auger-Aliassime | 7 62         | 7 5 |     |  |

#### Estats Units vs. Croàcia
| · Estats Units · 3 | RAC Arena, Perth, Austràlia 31 de desembre de 2024 Dura interior | RAC Arena, Perth, Austràlia 31 de desembre de 2024 Dura interior | · Croàcia · 0 |     |   |  |
| \| \| \| \| 1 \| 2 \| 3 \| \| \| - \| ---------------------- \| ----------------------------------------------------- \| --- \| --- \| - \| \| \| 1 \| Estats Units · Croàcia \| Taylor Fritz Borna Ćorić \| 6 3 \| 6 2 \| \| \| \| 2 \| Estats Units · Croàcia \| Coco Gauff Donna Vekić \| 6 4 \| 6 2 \| \| \| \| 3 \| Estats Units · Croàcia \| Coco Gauff / Taylor Fritz Petra Marčinko / Ivan Dodig \| 6 2 \| 6 3 \| \| \| |                                                                  |                                                                  |               |     |   |  |
| |                                                                  |                                                                  | 1             | 2   | 3 |  |
| 1 | Estats Units · Croàcia                                           | Taylor Fritz Borna Ćorić                                         | 6 3           | 6 2 |   |  |
| 2 | Estats Units · Croàcia                                           | Coco Gauff Donna Vekić                                           | 6 4           | 6 2 |   |  |
| 3 | Estats Units · Croàcia                                           | Coco Gauff / Taylor Fritz Petra Marčinko / Ivan Dodig            | 6 2           | 6 3 |   |  |

### Grup B

#### Classificació
| CS | País    | Polònia | Txèquia | Noruega | Punts | Partits | Sets  | Pos. |
| 2  | Polònia |         | 2−1     | 2−1     | 2 − 0 | 4 − 2   | 9 − 5 | 1    |
| 8  | Txèquia | 1−2     |         | 2−1     | 1 − 1 | 3 − 3   | 7 − 7 | 2    |
| 15 | Noruega | 1−2     | 1−2     |         | 0 − 2 | 2 − 4   | 5 − 9 | 3    |

#### Txèquia vs. Noruega
| · Txèquia · 2 | Ken Rosewall Arena, Sydney, Austràlia 29 de desembre de 2024 Dura interior | Ken Rosewall Arena, Sydney, Austràlia 29 de desembre de 2024 Dura interior | · Noruega · 1 |     |     |  |
| \| \| \| \| 1 \| 2 \| 3 \| \| \| - \| ----------------- \| ----------------------------------------------------------------- \| --- \| --- \| --- \| \| \| 1 \| Txèquia · Noruega \| Karolína Muchová Malene Helgø \| 6 2 \| 6 2 \| \| \| \| 2 \| Txèquia · Noruega \| Tomáš Macháč Casper Ruud \| 6 7 \| 7 5 \| 4 6 \| \| \| 3 \| Txèquia · Noruega \| Karolína Muchová / Tomáš Macháč Ulrikke Eikeri / Viktor Durasovic \| 6 4 \| 6 4 \| \| \| |                                                                            |                                                                            |               |     |     |  |
| |                                                                            |                                                                            | 1             | 2   | 3   |  |
| 1 | Txèquia · Noruega                                                          | Karolína Muchová Malene Helgø                                              | 6 2           | 6 2 |     |  |
| 2 | Txèquia · Noruega                                                          | Tomáš Macháč Casper Ruud                                                   | 6 7           | 7 5 | 4 6 |  |
| 3 | Txèquia · Noruega                                                          | Karolína Muchová / Tomáš Macháč Ulrikke Eikeri / Viktor Durasovic          | 6 4           | 6 4 |     |  |

#### Polònia vs. Noruega
| · Polònia · 2 | Ken Rosewall Arena, Sydney, Austràlia 30 de desembre de 2024 Dura interior | Ken Rosewall Arena, Sydney, Austràlia 30 de desembre de 2024 Dura interior | · Noruega · 1 |     |          |  |
| \| \| \| \| 1 \| 2 \| 3 \| \| \| - \| ----------------- \| -------------------------------------------------------- \| --- \| --- \| -------- \| \| \| 1 \| Polònia · Noruega \| Iga Świątek Malene Helgø \| 6 1 \| 6 0 \| \| \| \| 2 \| Polònia · Noruega \| Hubert Hurkacz Casper Ruud \| 5 7 \| 3 6 \| \| \| \| 3 \| Polònia · Noruega \| Iga Świątek / Jan Zieliński Ulrikke Eikeri / Casper Ruud \| 6 3 \| 0 6 \| [10] [8] \| \| |                                                                            |                                                                            |               |     |          |  |
| |                                                                            |                                                                            | 1             | 2   | 3        |  |
| 1 | Polònia · Noruega                                                          | Iga Świątek Malene Helgø                                                   | 6 1           | 6 0 |          |  |
| 2 | Polònia · Noruega                                                          | Hubert Hurkacz Casper Ruud                                                 | 5 7           | 3 6 |          |  |
| 3 | Polònia · Noruega                                                          | Iga Świątek / Jan Zieliński Ulrikke Eikeri / Casper Ruud                   | 6 3           | 0 6 | [10] [8] |  |

#### Polònia vs. Txèquia
| · Polònia · 2 | Ken Rosewall Arena, Sydney, Austràlia 1 de gener de 2025 Dura interior | Ken Rosewall Arena, Sydney, Austràlia 1 de gener de 2025 Dura interior | · Txèquia · 1 |     |     |  |
| \| \| \| \| 1 \| 2 \| 3 \| \| \| - \| ----------------- \| ------------------------------------------------------------ \| ---- \| --- \| --- \| \| \| 1 \| Polònia · Txèquia \| Hubert Hurkacz Tomáš Macháč \| 5 7 \| 6 3 \| 4 6 \| \| \| 2 \| Polònia · Txèquia \| Iga Świątek Karolína Muchová \| 6 3 \| 6 4 \| \| \| \| 3 \| Polònia · Txèquia \| Iga Świątek / Hubert Hurkacz Karolína Muchová / Tomáš Macháč \| 7 63 \| 6 3 \| \| \| |                                                                        |                                                                        |               |     |     |  |
| |                                                                        |                                                                        | 1             | 2   | 3   |  |
| 1 | Polònia · Txèquia                                                      | Hubert Hurkacz Tomáš Macháč                                            | 5 7           | 6 3 | 4 6 |  |
| 2 | Polònia · Txèquia                                                      | Iga Świątek Karolína Muchová                                           | 6 3           | 6 4 |     |  |
| 3 | Polònia · Txèquia                                                      | Iga Świątek / Hubert Hurkacz Karolína Muchová / Tomáš Macháč           | 7 63          | 6 3 |     |  |

### Grup C

#### Classificació
| CS | País       | Grècia | Kazakhstan | Espanya | Punts | Partits | Sets   | Pos. |
| 3  | Grècia     |        | 0−3        | 2−1     | 1 − 1 | 2 − 4   | 5 − 10 | 2    |
| 9  | Kazakhstan | 3−0    |            | 2−1     | 2 − 0 | 5 − 1   | 10 − 4 | 1    |
| 14 | Espanya    | 1−2    | 1−2        |         | 0 − 2 | 2 − 4   | 7 − 8  | 3    |

#### Kazakhstan vs. Espanya
| · Kazakhstan · 2 | RAC Arena, Perth, Austràlia 27 de desembre de 2024 Dura interior | RAC Arena, Perth, Austràlia 27 de desembre de 2024 Dura interior                    | · Espanya · 1 |      |          |  |
| \| \| \| \| 1 \| 2 \| 3 \| \| \| - \| -------------------- \| ----------------------------------------------------------------------------------- \| ---- \| ---- \| -------- \| \| \| 1 \| Kazakhstan · Espanya \| Alexander Shevchenko Pablo Carreño Busta \| 2 6 \| 1 6 \| \| \| \| 2 \| Kazakhstan · Espanya \| Ielena Ribàkina Jéssica Bouzas Maneiro \| 6 2 \| 6 3 \| \| \| \| 3 \| Kazakhstan · Espanya \| Ielena Ribàkina / Alexander Shevchenko Yvonne Cavallé Reimers / Pablo Carreño Busta \| 7 64 \| 62 7 \| [10] [7] \| \| |                                                                  |                                                                                     |               |      |          |  |
| |                                                                  |                                                                                     | 1             | 2    | 3        |  |
| 1 | Kazakhstan · Espanya                                             | Alexander Shevchenko Pablo Carreño Busta                                            | 2 6           | 1 6  |          |  |
| 2 | Kazakhstan · Espanya                                             | Ielena Ribàkina Jéssica Bouzas Maneiro                                              | 6 2           | 6 3  |          |  |
| 3 | Kazakhstan · Espanya                                             | Ielena Ribàkina / Alexander Shevchenko Yvonne Cavallé Reimers / Pablo Carreño Busta | 7 64          | 62 7 | [10] [7] |  |

#### Grècia vs. Espanya
| · Grècia · 2 | RAC Arena, Perth, Austràlia 28 de desembre de 2024 Dura interior | RAC Arena, Perth, Austràlia 28 de desembre de 2024 Dura interior                 | · Espanya · 1 |     |          |  |
| \| \| \| \| 1 \| 2 \| 3 \| \| \| - \| ---------------- \| -------------------------------------------------------------------------------- \| --- \| --- \| -------- \| \| \| 1 \| Grècia · Espanya \| Maria Sakkari Jéssica Bouzas Maneiro \| 2 6 \| 1 6 \| \| \| \| 2 \| Grècia · Espanya \| Stéfanos Tsitsipàs Pablo Carreño Busta \| 6 4 \| 4 6 \| 6 3 \| \| \| 3 \| Grècia · Espanya \| Maria Sakkari / Stéfanos Tsitsipàs Yvonne Cavallé Reimers / Sergio Martos Gornés \| 4 6 \| 6 4 \| [10] [6] \| \| |                                                                  |                                                                                  |               |     |          |  |
| |                                                                  |                                                                                  | 1             | 2   | 3        |  |
| 1 | Grècia · Espanya                                                 | Maria Sakkari Jéssica Bouzas Maneiro                                             | 2 6           | 1 6 |          |  |
| 2 | Grècia · Espanya                                                 | Stéfanos Tsitsipàs Pablo Carreño Busta                                           | 6 4           | 4 6 | 6 3      |  |
| 3 | Grècia · Espanya                                                 | Maria Sakkari / Stéfanos Tsitsipàs Yvonne Cavallé Reimers / Sergio Martos Gornés | 4 6           | 6 4 | [10] [6] |  |

#### Grècia vs. Kazakhstan
| · Grècia · 0 | RAC Arena, Perth, Austràlia 30 de desembre de 2024 Dura interior | RAC Arena, Perth, Austràlia 30 de desembre de 2024 Dura interior                 | · Kazakhstan · 3 |      |          |  |
| \| \| \| \| 1 \| 2 \| 3 \| \| \| - \| ------------------- \| -------------------------------------------------------------------------------- \| --- \| ---- \| -------- \| \| \| 1 \| Grècia · Kazakhstan \| Stéfanos Tsitsipàs Alexander Shevchenko \| 4 6 \| 60 7 \| \| \| \| 2 \| Grècia · Kazakhstan \| Maria Sakkari Ielena Ribàkina \| 4 6 \| 3 6 \| \| \| \| 3 \| Grècia · Kazakhstan \| Despina Papamichail / Petros Tsitsipas Zhibek Kulambayeva / Aleksandr Nedovyesov \| 6 2 \| 3 6 \| [6] [10] \| \| |                                                                  |                                                                                  |                  |      |          |  |
| |                                                                  |                                                                                  | 1                | 2    | 3        |  |
| 1 | Grècia · Kazakhstan                                              | Stéfanos Tsitsipàs Alexander Shevchenko                                          | 4 6              | 60 7 |          |  |
| 2 | Grècia · Kazakhstan                                              | Maria Sakkari Ielena Ribàkina                                                    | 4 6              | 3 6  |          |  |
| 3 | Grècia · Kazakhstan                                              | Despina Papamichail / Petros Tsitsipas Zhibek Kulambayeva / Aleksandr Nedovyesov | 6 2              | 3 6  | [6] [10] |  |

### Grup D

#### Classificació
| CS | País   | Itàlia | França | Suïssa | Punts | Partits | Sets   | Pos. |
| 4  | Itàlia |        | 3−0    | 3−0    | 2 − 0 | 6 − 0   | 12 − 1 | 1    |
| 10 | França | 0−3    |        | 1−2    | 0 − 2 | 1 − 5   | 3 − 10 | 3    |
| 16 | Suïssa | 0−3    | 2−1    |        | 1 − 1 | 2 − 4   | 4 − 8  | 2    |

#### França vs. Suïssa
| · França · 1 | Ken Rosewall Arena, Sydney, Austràlia 28 de desembre de 2024 Dura interior | Ken Rosewall Arena, Sydney, Austràlia 28 de desembre de 2024 Dura interior  | · Suïssa · 2 |      |   |  |
| \| \| \| \| 1 \| 2 \| 3 \| \| \| - \| --------------- \| --------------------------------------------------------------------------- \| --- \| ---- \| - \| \| \| 1 \| França · Suïssa \| Chloé Paquet Belinda Bencic \| 3 6 \| 1 6 \| \| \| \| 2 \| França · Suïssa \| Ugo Humbert Dominic Stricker \| 6 3 \| 7 5 \| \| \| \| 3 \| França · Suïssa \| Elixane Lechemia / Édouard Roger-Vasselin Belinda Bencic / Dominic Stricker \| 1 6 \| 64 7 \| \| \| |                                                                            |                                                                             |              |      |   |  |
| |                                                                            |                                                                             | 1            | 2    | 3 |  |
| 1 | França · Suïssa                                                            | Chloé Paquet Belinda Bencic                                                 | 3 6          | 1 6  |   |  |
| 2 | França · Suïssa                                                            | Ugo Humbert Dominic Stricker                                                | 6 3          | 7 5  |   |  |
| 3 | França · Suïssa                                                            | Elixane Lechemia / Édouard Roger-Vasselin Belinda Bencic / Dominic Stricker | 1 6          | 64 7 |   |  |

#### Itàlia vs. Suïssa
| · Itàlia · 3 | Ken Rosewall Arena, Sydney, Austràlia 29 de desembre de 2024 Dura interior | Ken Rosewall Arena, Sydney, Austràlia 29 de desembre de 2024 Dura interior | · Suïssa · 0 |      |   |  |
| \| \| \| \| 1 \| 2 \| 3 \| \| \| - \| --------------- \| ---------------------------------------------------------------- \| --- \| ---- \| - \| \| \| 1 \| Itàlia · Suïssa \| Flavio Cobolli Dominic Stricker \| 6 3 \| 7 62 \| \| \| \| 2 \| Itàlia · Suïssa \| Jasmine Paolini Belinda Bencic \| 6 1 \| 6 1 \| \| \| \| 3 \| Itàlia · Suïssa \| Sara Errani / Andrea Vavassori Belinda Bencic / Dominic Stricker \| 6 4 \| 6 4 \| \| \| |                                                                            |                                                                            |              |      |   |  |
| |                                                                            |                                                                            | 1            | 2    | 3 |  |
| 1 | Itàlia · Suïssa                                                            | Flavio Cobolli Dominic Stricker                                            | 6 3          | 7 62 |   |  |
| 2 | Itàlia · Suïssa                                                            | Jasmine Paolini Belinda Bencic                                             | 6 1          | 6 1  |   |  |
| 3 | Itàlia · Suïssa                                                            | Sara Errani / Andrea Vavassori Belinda Bencic / Dominic Stricker           | 6 4          | 6 4  |   |  |

#### Itàlia vs. França
| · Itàlia · 3 | Ken Rosewall Arena, Sydney, Austràlia 31 de desembre de 2024 Dura interior | Ken Rosewall Arena, Sydney, Austràlia 31 de desembre de 2024 Dura interior | · França · 0 |      |     |  |
| \| \| \| \| 1 \| 2 \| 3 \| \| \| - \| --------------- \| ------------------------------------------------------------------------ \| --- \| ---- \| --- \| \| \| 1 \| Itàlia · França \| Flavio Cobolli Ugo Humbert \| 3 6 \| 7 68 \| 6 2 \| \| \| 2 \| Itàlia · França \| Jasmine Paolini Chloé Paquet \| 6 0 \| 6 2 \| \| \| \| 3 \| Itàlia · França \| Sara Errani / Andrea Vavassori Elixane Lechemia / Édouard Roger-Vasselin \| 6 3 \| 7 63 \| \| \| |                                                                            |                                                                            |              |      |     |  |
| |                                                                            |                                                                            | 1            | 2    | 3   |  |
| 1 | Itàlia · França                                                            | Flavio Cobolli Ugo Humbert                                                 | 3 6          | 7 68 | 6 2 |  |
| 2 | Itàlia · França                                                            | Jasmine Paolini Chloé Paquet                                               | 6 0          | 6 2  |     |  |
| 3 | Itàlia · França                                                            | Sara Errani / Andrea Vavassori Elixane Lechemia / Édouard Roger-Vasselin   | 6 3          | 7 63 |     |  |

### Grup E

#### Classificació
| CS | País            | R.P. de la Xina | Alemanya | Brasil | Punts | Partits | Sets   | Pos. |
| 5  | R.P. de la Xina |                 | 1−2      | 3−0    | 1 − 1 | 4 − 2   | 9 − 6  | 2    |
| 11 | Alemanya        | 2−1             |          | 3−0    | 2 − 0 | 5 − 1   | 11 − 4 | 1    |
| 13 | Brasil          | 0−3             | 0−3      |        | 0 − 2 | 0 − 6   | 2 − 12 | 3    |

#### Xina vs. Brasil
| · Xina · 3 | RAC Arena, Perth, Austràlia 27 de desembre de 2024 Dura interior | RAC Arena, Perth, Austràlia 27 de desembre de 2024 Dura interior | · Brasil · 0 |     |     |  |
| \| \| \| \| 1 \| 2 \| 3 \| \| \| - \| ------------- \| --------------------------------------------------------- \| --- \| --- \| --- \| \| \| 1 \| Xina · Brasil \| Gao Xinyu Beatriz Haddad Maia \| 5 7 \| 6 4 \| 7 5 \| \| \| 2 \| Xina · Brasil \| Zhang Zhizhen Thiago Monteiro \| 6 3 \| 6 0 \| \| \| \| 3 \| Xina · Brasil \| Zhang Shuai / Zhang Zhizhen Carolina Alves / Rafael Matos \| 6 4 \| 7 5 \| \| \| |                                                                  |                                                                  |              |     |     |  |
| |                                                                  |                                                                  | 1            | 2   | 3   |  |
| 1 | Xina · Brasil                                                    | Gao Xinyu Beatriz Haddad Maia                                    | 5 7          | 6 4 | 7 5 |  |
| 2 | Xina · Brasil                                                    | Zhang Zhizhen Thiago Monteiro                                    | 6 3          | 6 0 |     |  |
| 3 | Xina · Brasil                                                    | Zhang Shuai / Zhang Zhizhen Carolina Alves / Rafael Matos        | 6 4          | 7 5 |     |  |

#### Alemanya vs. Brasil
| · Alemanya · 3 | RAC Arena, Perth, Austràlia 29 de desembre de 2024 Dura interior | RAC Arena, Perth, Austràlia 29 de desembre de 2024 Dura interior | · Brasil · 0 |     |     |  |
| \| \| \| \| 1 \| 2 \| 3 \| \| \| - \| ----------------- \| -------------------------------------------------------- \| ---- \| --- \| --- \| \| \| 1 \| Alemanya · Brasil \| Laura Siegemund Beatriz Haddad Maia \| 6 3 \| 1 6 \| 6 4 \| \| \| 2 \| Alemanya · Brasil \| Alexander Zverev Thiago Monteiro \| 6 4 \| 6 4 \| \| \| \| 3 \| Alemanya · Brasil \| Laura Siegemund / Tim Pütz Carolina Alves / Rafael Matos \| 7 68 \| 6 4 \| \| \| |                                                                  |                                                                  |              |     |     |  |
| |                                                                  |                                                                  | 1            | 2   | 3   |  |
| 1 | Alemanya · Brasil                                                | Laura Siegemund Beatriz Haddad Maia                              | 6 3          | 1 6 | 6 4 |  |
| 2 | Alemanya · Brasil                                                | Alexander Zverev Thiago Monteiro                                 | 6 4          | 6 4 |     |  |
| 3 | Alemanya · Brasil                                                | Laura Siegemund / Tim Pütz Carolina Alves / Rafael Matos         | 7 68         | 6 4 |     |  |

#### Xina vs. Alemanya
| · Xina · 1 | RAC Arena, Perth, Austràlia 30 de desembre de 2024 Dura interior | RAC Arena, Perth, Austràlia 30 de desembre de 2024 Dura interior | · Alemanya · 2 |      |     |  |
| \| \| \| \| 1 \| 2 \| 3 \| \| \| - \| --------------- \| -------------------------------------------------------------- \| --- \| ---- \| --- \| \| \| 1 \| Xina · Alemanya \| Zhang Zhizhen Alexander Zverev \| 6 2 \| 0 6 \| 2 6 \| \| \| 2 \| Xina · Alemanya \| Gao Xinyu Laura Siegemund \| 6 1 \| 3 6 \| 6 3 \| \| \| 3 \| Xina · Alemanya \| Zhang Shuai / Zhang Zhizhen Laura Siegemund / Alexander Zverev \| 2 6 \| 63 7 \| \| \| |                                                                  |                                                                  |                |      |     |  |
| |                                                                  |                                                                  | 1              | 2    | 3   |  |
| 1 | Xina · Alemanya                                                  | Zhang Zhizhen Alexander Zverev                                   | 6 2            | 0 6  | 2 6 |  |
| 2 | Xina · Alemanya                                                  | Gao Xinyu Laura Siegemund                                        | 6 1            | 3 6  | 6 3 |  |
| 3 | Xina · Alemanya                                                  | Zhang Shuai / Zhang Zhizhen Laura Siegemund / Alexander Zverev   | 2 6            | 63 7 |     |  |

### Grup F

#### Classificació
| CS | País       | Regne Unit | Austràlia | Argentina | Punts | Partits | Sets  | Pos. |
| 6  | Regne Unit |            | 1−2       | 2−1       | 1 − 1 | 3 − 3   | 7 − 6 | 1    |
| 12 | Austràlia  | 2−1        |           | 1−2       | 1 − 1 | 3 − 3   | 6 − 6 | 2    |
| 17 | Argentina  | 1−2        | 2−1       |           | 1 − 1 | 3 − 3   | 6 − 7 | 3    |

#### Austràlia vs. Argentina
| · Austràlia · 1 | Ken Rosewall Arena, Sydney, Austràlia 28 de desembre de 2024 Dura interior | Ken Rosewall Arena, Sydney, Austràlia 28 de desembre de 2024 Dura interior | · Argentina · 2 |     |   |  |
| \| \| \| \| 1 \| 2 \| 3 \| \| \| - \| --------------------- \| ------------------------------------------------------------------------- \| --- \| --- \| - \| \| \| 1 \| Austràlia · Argentina \| Olivia Gadecki Nadia Podoroska \| 2 6 \| 4 6 \| \| \| \| 2 \| Austràlia · Argentina \| Alex de Minaur Tomás Martín Etcheverry \| 6 1 \| 6 4 \| \| \| \| 3 \| Austràlia · Argentina \| Ellen Perez / Matthew Ebden María Lourdes Carlé / Tomás Martín Etcheverry \| 2 6 \| 4 6 \| \| \| |                                                                            |                                                                            |                 |     |   |  |
| |                                                                            |                                                                            | 1               | 2   | 3 |  |
| 1 | Austràlia · Argentina                                                      | Olivia Gadecki Nadia Podoroska                                             | 2 6             | 4 6 |   |  |
| 2 | Austràlia · Argentina                                                      | Alex de Minaur Tomás Martín Etcheverry                                     | 6 1             | 6 4 |   |  |
| 3 | Austràlia · Argentina                                                      | Ellen Perez / Matthew Ebden María Lourdes Carlé / Tomás Martín Etcheverry  | 2 6             | 4 6 |   |  |

#### Regne Unit vs. Argentina
| · Regne Unit · 2 | Ken Rosewall Arena, Sydney, Austràlia 30 de desembre de 2024 Dura interior | Ken Rosewall Arena, Sydney, Austràlia 30 de desembre de 2024 Dura interior  | · Argentina · 1 |     |     |  |
| \| \| \| \| 1 \| 2 \| 3 \| \| \| - \| ---------------------- \| --------------------------------------------------------------------------- \| ---- \| --- \| --- \| \| \| 1 \| Regne Unit · Argentina \| Katie Boulter Nadia Podoroska \| 6 2 \| 6 3 \| \| \| \| 2 \| Regne Unit · Argentina \| Billy Harris Tomás Martín Etcheverry \| 6 3 \| 3 6 \| 2 6 \| \| \| 3 \| Regne Unit · Argentina \| Katie Boulter / Charles Broom María Lourdes Carlé / Tomás Martín Etcheverry \| 7 64 \| 7 5 \| \| \| |                                                                            |                                                                             |                 |     |     |  |
| |                                                                            |                                                                             | 1               | 2   | 3   |  |
| 1 | Regne Unit · Argentina                                                     | Katie Boulter Nadia Podoroska                                               | 6 2             | 6 3 |     |  |
| 2 | Regne Unit · Argentina                                                     | Billy Harris Tomás Martín Etcheverry                                        | 6 3             | 3 6 | 2 6 |  |
| 3 | Regne Unit · Argentina                                                     | Katie Boulter / Charles Broom María Lourdes Carlé / Tomás Martín Etcheverry | 7 64            | 7 5 |     |  |

#### Regne Unit vs. Austràlia
| · Regne Unit · 1 | Ken Rosewall Arena, Sydney, Austràlia 1 de gener de 2025 Dura interior | Ken Rosewall Arena, Sydney, Austràlia 1 de gener de 2025 Dura interior | · Austràlia · 2 |      |   |  |
| \| \| \| \| 1 \| 2 \| 3 \| \| \| - \| ---------------------- \| --------------------------------------------------------------- \| --- \| ---- \| - \| \| \| 1 \| Regne Unit · Austràlia \| Katie Boulter Olivia Gadecki \| 6 2 \| 6 1 \| \| \| \| 2 \| Regne Unit · Austràlia \| Billy Harris Alex de Minaur \| 2 6 \| 1 6 \| \| \| \| 3 \| Regne Unit · Austràlia \| Olivia Nicholls / Charles Broom Olivia Gadecki / Alex De Minaur \| 3 6 \| 63 7 \| \| \| |                                                                        |                                                                        |                 |      |   |  |
| |                                                                        |                                                                        | 1               | 2    | 3 |  |
| 1 | Regne Unit · Austràlia                                                 | Katie Boulter Olivia Gadecki                                           | 6 2             | 6 1  |   |  |
| 2 | Regne Unit · Austràlia                                                 | Billy Harris Alex de Minaur                                            | 2 6             | 1 6  |   |  |
| 3 | Regne Unit · Austràlia                                                 | Olivia Nicholls / Charles Broom Olivia Gadecki / Alex De Minaur        | 3 6             | 63 7 |   |  |

## Fase final

### Quadre
|  | Quarts de final            | Quarts de final | Quarts de final            |                            |              | Semifinals | Semifinals                 | Semifinals |   |  | Final | Final | Final |
|  |                            |                 |                            |                            |              |            |                            |            |   |  |       |       |       |
|  | Perth, 1 de gener de 2025  |                 |                            |                            |              |            |                            |            |   |  |       |       |       |
|  |                            | Kazakhstan      | 2                          |                            |              |            |                            |            |   |  |       |       |       |
|  |                            | Kazakhstan      | 2                          | Sydney, 4 de gener de 2025 |              |            |                            |            |   |  |       |       |       |
|  |                            | Alemanya        | 1                          |                            |              |            |                            |            |   |  |       |       |       |
|  |                            | Alemanya        | 1                          |                            | Kazakhstan   | 0          |                            |            |   |  |       |       |       |
|  | Sydney, 2 de gener de 2025 |                 |                            |                            | Kazakhstan   | 0          |                            |            |   |  |       |       |       |
|  |                            |                 | Polònia                    | 3                          |              |            |                            |            |   |  |       |       |       |
|  |                            | Polònia         | Polònia                    | 3                          | 3            |            |                            |            |   |  |       |       |       |
|  |                            | Polònia         |                            |                            | 3            |            | Sydney, 5 de gener de 2025 |            |   |  |       |       |       |
|  |                            | Regne Unit      | 0                          |                            |              |            |                            |            |   |  |       |       |       |
|  |                            |                 |                            |                            |              |            |                            | Polònia    | 0 |  |       |       |       |
|  | Perth, 1 de gener de 2025  |                 |                            |                            |              |            |                            | Polònia    | 0 |  |       |       |       |
|  |                            |                 | Estats Units               | 2                          |              |            |                            |            |   |  |       |       |       |
|  |                            | Estats Units    | Estats Units               | 2                          | 3            |            |                            |            |   |  |       |       |       |
|  |                            | Estats Units    | Sydney, 4 de gener de 2025 |                            | 3            |            |                            |            |   |  |       |       |       |
|  |                            | R.P. de la Xina | 0                          |                            |              |            |                            |            |   |  |       |       |       |
|  |                            | R.P. de la Xina | 0                          |                            | Estats Units | 3          |                            |            |   |  |       |       |       |
|  | Sydney, 3 de gener de 2025 |                 |                            |                            | Estats Units | 3          |                            |            |   |  |       |       |       |
|  |                            |                 | Txèquia                    | 0                          |              |            |                            |            |   |  |       |       |       |
|  |                            | Itàlia          | Txèquia                    | 0                          | 1            |            |                            |            |   |  |       |       |       |
|  |                            | Itàlia          |                            |                            | 1            |            |                            |            |   |  |       |       |       |
|  |                            | Txèquia         | 2                          |                            |              |            |                            |            |   |  |       |       |       |

### Quarts de final

#### Kazakhstan vs. Alemanya
| · Kazakhstan · 2 | RAC Arena, Perth, Austràlia 1 de gener de 2025 Dura interior | RAC Arena, Perth, Austràlia 1 de gener de 2025 Dura interior | · Alemanya · 1 |     |     |  |
| \| \| \| \| 1 \| 2 \| 3 \| \| \| - \| --------------------- \| ------------------------------------------------------------ \| ---- \| --- \| --- \| \| \| 1 \| Kazakhstan · Alemanya \| Ielena Ribàkina Laura Siegemund \| 6 3 \| 6 1 \| \| \| \| 2 \| Kazakhstan · Alemanya \| Alexander Shevchenko Daniel Masur \| 65 7 \| 6 2 \| 6 2 \| \| \| 3 \| Kazakhstan · Alemanya \| Zhibek Kulambayeva / Dmitry Popko Laura Siegemund / Tim Pütz \| 2 6 \| 2 6 \| \| \| |                                                              |                                                              |                |     |     |  |
| |                                                              |                                                              | 1              | 2   | 3   |  |
| 1 | Kazakhstan · Alemanya                                        | Ielena Ribàkina Laura Siegemund                              | 6 3            | 6 1 |     |  |
| 2 | Kazakhstan · Alemanya                                        | Alexander Shevchenko Daniel Masur                            | 65 7           | 6 2 | 6 2 |  |
| 3 | Kazakhstan · Alemanya                                        | Zhibek Kulambayeva / Dmitry Popko Laura Siegemund / Tim Pütz | 2 6            | 2 6 |     |  |

#### Estats Units vs. Xina
| · Estats Units · 3 | RAC Arena, Perth, Austràlia 1 de gener de 2025 Dura interior | RAC Arena, Perth, Austràlia 1 de gener de 2025 Dura interior | · Xina · 0 |      |          |  |
| \| \| \| \| 1 \| 2 \| 3 \| \| \| - \| ------------------- \| ----------------------------------------------------------- \| ---- \| ---- \| -------- \| \| \| 1 \| Estats Units · Xina \| Coco Gauff Zhang Shuai \| 7 64 \| 6 2 \| \| \| \| 2 \| Estats Units · Xina \| Taylor Fritz Zhang Zhizhen \| 6 4 \| 6 4 \| \| \| \| 3 \| Estats Units · Xina \| Desirae Krawczyk / Robert Galloway Zhang Shuai / Sun Fajing \| 6 3 \| 61 7 \| [10] [3] \| \| |                                                              |                                                              |            |      |          |  |
| |                                                              |                                                              | 1          | 2    | 3        |  |
| 1 | Estats Units · Xina                                          | Coco Gauff Zhang Shuai                                       | 7 64       | 6 2  |          |  |
| 2 | Estats Units · Xina                                          | Taylor Fritz Zhang Zhizhen                                   | 6 4        | 6 4  |          |  |
| 3 | Estats Units · Xina                                          | Desirae Krawczyk / Robert Galloway Zhang Shuai / Sun Fajing  | 6 3        | 61 7 | [10] [3] |  |

#### Polònia vs. Regne Unit
| · Polònia · 3 | Ken Rosewall Arena, Sydney, Austràlia 2 de gener de 2025 Dura interior | Ken Rosewall Arena, Sydney, Austràlia 2 de gener de 2025 Dura interior | · Regne Unit · 0 |      |     |  |
| \| \| \| \| 1 \| 2 \| 3 \| \| \| - \| -------------------- \| --------------------------------------------------------------- \| ---- \| ---- \| --- \| \| \| 1 \| Polònia · Regne Unit \| Hubert Hurkacz Billy Harris \| 7 63 \| 7 5 \| \| \| \| 2 \| Polònia · Regne Unit \| Iga Świątek Katie Boulter \| 64 7 \| 6 1 \| 6 4 \| \| \| 3 \| Polònia · Regne Unit \| Maja Chwalińska / Jan Zieliński Olivia Nicholls / Charles Broom \| 6 2 \| 7 63 \| \| \| |                                                                        |                                                                        |                  |      |     |  |
| |                                                                        |                                                                        | 1                | 2    | 3   |  |
| 1 | Polònia · Regne Unit                                                   | Hubert Hurkacz Billy Harris                                            | 7 63             | 7 5  |     |  |
| 2 | Polònia · Regne Unit                                                   | Iga Świątek Katie Boulter                                              | 64 7             | 6 1  | 6 4 |  |
| 3 | Polònia · Regne Unit                                                   | Maja Chwalińska / Jan Zieliński Olivia Nicholls / Charles Broom        | 6 2              | 7 63 |     |  |

#### Itàlia vs. Txèquia
| · Itàlia · 1 | Ken Rosewall Arena, Sydney, Austràlia 3 de gener de 2025 Dura interior | Ken Rosewall Arena, Sydney, Austràlia 3 de gener de 2025 Dura interior | · Txèquia · 2 |     |          |  |
| \| \| \| \| 1 \| 2 \| 3 \| \| \| - \| ---------------- \| ------------------------------------------------------------- \| --- \| --- \| -------- \| \| \| 1 \| Itàlia · Txèquia \| Jasmine Paolini Karolína Muchová \| 2 6 \| 2 6 \| \| \| \| 2 \| Itàlia · Txèquia \| Flavio Cobolli Tomáš Macháč \| 1 6 \| 2 6 \| \| \| \| 3 \| Itàlia · Txèquia \| Sara Errani / Andrea Vavassori Gabriela Knutson / Patrik Rikl \| 7 5 \| 3 6 \| [10] [4] \| \| |                                                                        |                                                                        |               |     |          |  |
| |                                                                        |                                                                        | 1             | 2   | 3        |  |
| 1 | Itàlia · Txèquia                                                       | Jasmine Paolini Karolína Muchová                                       | 2 6           | 2 6 |          |  |
| 2 | Itàlia · Txèquia                                                       | Flavio Cobolli Tomáš Macháč                                            | 1 6           | 2 6 |          |  |
| 3 | Itàlia · Txèquia                                                       | Sara Errani / Andrea Vavassori Gabriela Knutson / Patrik Rikl          | 7 5           | 3 6 | [10] [4] |  |

### Semifinals

#### Kazakhstan vs. Polònia
| · Kazakhstan · 0 | Ken Rosewall Arena, Sydney, Austràlia 4 de gener de 2025 Dura interior | Ken Rosewall Arena, Sydney, Austràlia 4 de gener de 2025 Dura interior    | · Polònia · 3 |     |   |  |
| \| \| \| \| 1 \| 2 \| 3 \| \| \| - \| -------------------- \| ------------------------------------------------------------------------- \| ---- \| --- \| - \| \| \| 1 \| Kazakhstan · Polònia \| Alexander Shevchenko Hubert Hurkacz \| 3 6 \| 2 6 \| \| \| \| 2 \| Kazakhstan · Polònia \| Ielena Ribàkina Iga Świątek \| 65 7 \| 4 6 \| \| \| \| 3 \| Kazakhstan · Polònia \| Zhibek Kulambayeva / Alexander Shevchenko Maja Chwalińska / Jan Zieliński \| 4 6 \| 1 6 \| \| \| |                                                                        |                                                                           |               |     |   |  |
| |                                                                        |                                                                           | 1             | 2   | 3 |  |
| 1 | Kazakhstan · Polònia                                                   | Alexander Shevchenko Hubert Hurkacz                                       | 3 6           | 2 6 |   |  |
| 2 | Kazakhstan · Polònia                                                   | Ielena Ribàkina Iga Świątek                                               | 65 7          | 4 6 |   |  |
| 3 | Kazakhstan · Polònia                                                   | Zhibek Kulambayeva / Alexander Shevchenko Maja Chwalińska / Jan Zieliński | 4 6           | 1 6 |   |  |

#### Estats Units vs. Txèquia
| · Estats Units · 3 | Ken Rosewall Arena, Sydney, Austràlia 4 de gener de 2025 Dura interior | Ken Rosewall Arena, Sydney, Austràlia 4 de gener de 2025 Dura interior | · Txèquia · 0 |     |   |          |
| \| \| \| \| 1 \| 2 \| 3 \| \| \| - \| ---------------------- \| ------------------------------------------------------------- \| ---- \| --- \| - \| -------- \| \| 1 \| Estats Units · Txèquia \| Coco Gauff Karolína Muchová \| 6 1 \| 6 4 \| \| \| \| 2 \| Estats Units · Txèquia \| Taylor Fritz Tomáš Macháč \| 64 7 \| 6 5 \| \| retirada \| \| 3 \| Estats Units · Txèquia \| Desirae Krawczyk / Denis Kudla Gabriela Knutson / Patrik Rikl \| 7 5 \| 6 0 \| \| \| |                                                                        |                                                                        |               |     |   |          |
| |                                                                        |                                                                        | 1             | 2   | 3 |          |
| 1 | Estats Units · Txèquia                                                 | Coco Gauff Karolína Muchová                                            | 6 1           | 6 4 |   |          |
| 2 | Estats Units · Txèquia                                                 | Taylor Fritz Tomáš Macháč                                              | 64 7          | 6 5 |   | retirada |
| 3 | Estats Units · Txèquia                                                 | Desirae Krawczyk / Denis Kudla Gabriela Knutson / Patrik Rikl          | 7 5           | 6 0 |   |          |

### Final
| · Polònia · 0 | Ken Rosewall Arena, Sydney, Austràlia 5 de gener de 2025 Dura interior | Ken Rosewall Arena, Sydney, Austràlia 5 de gener de 2025 Dura interior | · Estats Units · 2 |     |      |             |
| \| \| \| \| 1 \| 2 \| 3 \| \| \| - \| ---------------------- \| ------------------------------------------------------ \| --- \| --- \| ---- \| ----------- \| \| 1 \| Polònia · Estats Units \| Iga Świątek Coco Gauff \| 4 6 \| 4 6 \| \| \| \| 2 \| Polònia · Estats Units \| Hubert Hurkacz Taylor Fritz \| 4 6 \| 6 5 \| 64 7 \| \| \| 3 \| Polònia · Estats Units \| Iga Świątek / Hubert Hurkacz Coco Gauff / Taylor Fritz \| \| \| \| no disputat \| |                                                                        |                                                                        |                    |     |      |             |
| |                                                                        |                                                                        | 1                  | 2   | 3    |             |
| 1 | Polònia · Estats Units                                                 | Iga Świątek Coco Gauff                                                 | 4 6                | 4 6 |      |             |
| 2 | Polònia · Estats Units                                                 | Hubert Hurkacz Taylor Fritz                                            | 4 6                | 6 5 | 64 7 |             |
| 3 | Polònia · Estats Units                                                 | Iga Świątek / Hubert Hurkacz Coco Gauff / Taylor Fritz                 |                    |     |      | no disputat |

## Distribució de punts
| Ronda        | Punts per victòria segons rànquing oponent | Punts per victòria segons rànquing oponent | Punts per victòria segons rànquing oponent | Punts per victòria segons rànquing oponent | Punts per victòria segons rànquing oponent | Punts per victòria segons rànquing oponent | Punts per victòria segons rànquing oponent |
| Ronda        | Núm. 1–10                                  | Núm. 11–20                                 | Núm. 21–30                                 | Núm. 31–50                                 | Núm. 51–100                                | Núm. 101–250                               | Núm. 251+                                  |
| ------------ | ------------------------------------------ | ------------------------------------------ | ------------------------------------------ | ------------------------------------------ | ------------------------------------------ | ------------------------------------------ | ------------------------------------------ |
| Final        | 180                                        | 140                                        | 120                                        | 90                                         | 60                                         | 40                                         | 35                                         |
| Semifinals   | 130                                        | 105                                        | 90                                         | 60                                         | 40                                         | 35                                         | 25                                         |
| Final ciutat | 80                                         | 65                                         | 55                                         | 40                                         | 35                                         | 25                                         | 20                                         |
| Fase grups   | 55                                         | 45                                         | 40                                         | 35                                         | 25                                         | 20                                         | 15                                         |

- Màxim 500 punts.[6]